# Andrea Sawatzki
Pour les articles homonymes, voir Sawatzki.
Andrea Sawatzki est une actrice allemande née le 23 février 1963 à Schlehdorf en Bavière.

## Biographie
Andrea Sawatzki est la fille d'une infirmière et d'un journaliste. Depuis 1997, elle vit avec l'acteur Christian Berkel, et ensemble ils ont eu deux fils (en 1999 et en 2002). Elle vit à Berlin.

## Filmographie(sélection)

### Cinéma
- 1997 : Bandits
- 1997 : La vie est un chantier (Das Leben ist eine Baustelle)
- 1997 : Die Apothekerin
- 1998 : Der Eisbär
- 1999 : Apocalypso
- 1999 : Late Show
- 2000 : Harte Jungs
- 2001 : L'Expérience (Das Experiment)
- 2001 : Leo und Claire
- 2005 : Erkan & Stefan in Der Tod kommt krass
- 2007 : Der andere Junge
- 2007 : Vom Atmen unter Wasser
- 2009 : Entführt
- 2009 : Isch kandidiere
- 2018 : Au secours ! J'ai rétréci mes parents (Hilfe, ich hab meine Eltern geschrumpft) de Tim Trageser

### Télévision
- 1991 : Tatort : Der Fall Schimanski
- 1992 : Tatort : Unversöhnlich
- 1992 : Les Routiers
- 1994 : Das Schwein – Eine deutsche Karriere
- 1995 : Polizeiruf 110 : 1A Landeier
- 1996 : Adelheid und ihre Mörder : Liebe, Tod und Leidenschaft
- 1997 : Polizeiruf 110 : Mordsmäßig Mallorca
- 1997 : Bella Block : Geldgier
- 1997 : Champagner und Kamillentee
- 1998 : Der König von St. Pauli
- 1998 : Tod auf Amrum
- 1999 : Klemperer : Ein Leben in Deutschland
- 2001 : Thomas Mann et les siens
- 2002 : Der Mann von Nebenan
- 2002 : Die Affäre Semmeling
- 2002 : Sinan Toprak ist der Unbestechliche
- 2002 : Rosa Roth
- 2003 : L'École de l'amour
- 2004 : Küss mich, Kanzler!
- 2004 : Tatort : Herzversagen
- 2005 : Tatort : Wo ist max Gravert ?
- 2005 : Der Mann von nebenan lebt!
- 2005 - 2006 : Pauvres Millionnaires
- 2006 : Tatort : Das letzte Rennen
- 2006 : Helen, Fred und Ted
- 2006 : Das Schneckenhaus
- 2007 : Frühstück mit einer Unbekannten
- 2008 : Tatort : Der tote Chinese
- 2008 : Brüderchen und Schwesterchen
- 2010 : Tatort : Am Ende des Tages
- 2010 : Klimawechsel
- 2011 : Borgia (série télévisée)
- 2013 : Journal intime d'un prince charmant (Herztöne)

- 2018 : Erreur de grossesse Lola